# Martin Berkovec
Martin Berkovec (Mariánské Lázně, 12 febbraio 1989) è un calciatore ceco, portiere del Zbrojovka Brno.

## Palmarès

### Club

#### Competizioni nazionali
- A Lyga: 1

Žalgiris Vilnius: 2020
- LFF Supertaurė: 1

Žalgiris Vilnius: 2020